# Schans (Altena)
Schans is een buurtschap in de gemeente Altena in de Nederlandse provincie Noord-Brabant. Het ligt even ten oosten van Werkendam aan de weg naar de A27. Langs de Schans loopt een restant van de Voorste Vliet.

## Historie
De buurtschap vormt een lint langs de gelijknamige dijk, die de voortzetting vormt van de Werkensedijk en in 1461 is aangelegd in het kader van de (her)bedijking van het Oudland van Altena (zie Land van Heusden en Altena). De naam Schans heeft betrekking op de verdedigingswerken (waaronder Fort de Werken) die in de Tachtigjarige Oorlog zijn opgeworpen langs de dijk. Dit werd gedaan om een einde te maken aan de strooptochten van Spanjaarden in het gebied. In 1939/1940 zijn er bunkers langs de Schans gebouwd ter versterking van de Nieuwe Hollandse Waterlinie.
Hoofdplaats: Almkerk
Stad: Woudrichem      
Dorpen: Andel · Babyloniënbroek · Drongelen · Dussen · Eethen · Genderen · Giessen · Hank · Meeuwen · Nieuwendijk · Rijswijk · Sleeuwijk · Uitwijk · Veen · Waardhuizen · Werkendam · Wijk en Aalburg

Buurtschappen: Bronkhorst · Buurtje · De Baan · De Hoef · Duizend Morgen · Eng · Hill · Hoekeinde · Keizersveer · Kerkeinde · Kievitswaard · Kille · Korn · Moleneind · Oudendijk · Peerenboom · Schans · Spijk · Stenenheul · Steurgat · Uppel · Vierbannen · Vijcie · 't Zand · Zandwijk

Verdwenen plaatsen: Aartswaarde · Almonde · Eemkerk · Emmikhoven · Gansoyen · Hagoort · Honswijk · Munsterkerk · Muilkerk

Noord-Brabant: Steden en dorpen in Noord-Brabant      Nederland: Provincies · Gemeenten